# 田中啓文
田中 啓文（たなか ひろふみ、1962年11月9日 -）は、日本の小説家・ホラー作家・SF作家・推理作家。大阪府大阪市生まれ。神戸大学経済学部卒業。
1993年、長編「背徳のレクイエム」（受賞時のタイトルは『凶の剣士』）で集英社が主催する第2回ファンタジーロマン大賞で佳作入選しデビュー（受賞作は藤原京『龍王の淡海（うみ）』）。同年、鮎川哲也が編集を務める公募短編アンソロジー『本格推理2 奇想の冒険者たち』にジャズを題材にしたミステリ短編「落下する緑」が採用される。デビューして5年ほどはヤングアダルト作品を発表していたが、1998年に初のホラー長編『水霊 ミズチ』を、2001年に初のSF短編集『銀河帝国の弘法も筆の誤り』を発表。同短編集の表題作で第33回星雲賞（日本短編部門）受賞。2009年、短編「渋い夢」で第62回日本推理作家協会賞（短編部門）を受賞（曽根圭介「熱帯夜」と同時受賞）。
2016年 短編「怪獣ルクスビグラの足型を取った男」で第47回星雲賞（日本短編部門）を受賞。
- 宇宙作家クラブ会員だったが現在は退会している（1999年9月5日の宇宙作家クラブ大阪例会に出席した記録がある）。
- 日本SF作家クラブ会員だったが、2015年時点で退会している[5]。
- 日本推理作家協会会員

## 経歴
- 1993年　短編「落下する緑」が、鮎川哲也編の公募アンソロジー『本格推理』（光文社文庫）に入選し収録。同作はのちにシリーズ化され、連作短篇集『落下する緑』（創元推理文庫）に収録されている。
- 1993年　『凶の剣士』で第2回ファンタジーロマン大賞に佳作入賞。ヤングアダルト系作家としてデビュー。
- 1998年　『水霊 ミズチ』（角川ホラー文庫）でホラー作家として注目される。のちに映画化された。
- 2000年　初の短編集『異形家の食卓』（集英社）刊行。筒井康隆が絶賛。
- 2001年　初のSF作品集『銀河帝国の弘法も筆の誤り』刊行（ハヤカワ文庫JA）。タイトルはアイザック・アシモフ《銀河帝国の興亡》のもじり。森奈津子とまんがクインテットのメンバーが寄稿。
- 2002年　短編「銀河帝国の弘法も筆の誤り」（上記『銀河帝国の弘法も筆の誤り』所収）で星雲賞短編部門を受賞。
- 2004年　短編集『蹴りたい田中』刊行（ハヤカワ文庫JA）。タイトルは、同年出版界の最大の話題となった綿矢りさの芥川賞受賞作『蹴りたい背中』をもじったもの。「茶川賞（芥川賞のパロディ）受賞」という紛らわしい帯の惹句と小松藤茂（小松崎茂のもじり）のカバーイラストの本書は、「第130回茶川賞受賞後、突如消息を絶った伝説の作家・田中啓文。以来10年、その稀有なる才能を偲ぶ“遺稿集”」という設定であり、本文中においても、最終ページに田中啓文の功績を記念し「田中啓文文学大賞」を創設したという「財団法人『田中啓文記念財団』」名での告示が「平成219年2月」の日付で掲載されている等、冗談が尽くされている。
- 2009年　短編「渋い夢」（連作短篇集『辛い飴』［創元クライム・クラブ］所収）で第62回日本推理作家協会賞短編部門を受賞。

## 人物・作風
上方落語の愛好者。地口(駄洒落)を作品構成の主要部分とし、グロテスクな描写を執拗に繰り返す点に特徴がある。規定枚数以上に原稿を書いてしまい、後から削ることが多いという。
作品の人名やタイトルなどに駄洒落を多用し、話のオチの多くが地口落ちである（地口落ちとは落語の用語で話の落ちを地口（駄洒落）で締めることをいう）。
また、テナーサックス奏者でTHE UNITED JAZZ ORCHESTRAのバンドマスターを務める。
バンドマスターを務めるTHE UNITED JAZZ ORCHESTRAのCD「NEW CINEMA PARADISE」(CASBA RECORD)
関西在住作家の小林泰三、牧野修、田中哲弥と合わせて「まんがカルテット」と呼ばれる。ミステリー作家の我孫子武丸を加えて「まんがクインテット」と呼ばれることもある。
2005年から、月亭文都による、関西在住の作家が書いた新作落語を演じる会「ハナシをノベル!!」に「まんがクインテット」を中心しとしたメンバー（田中啓文、北野勇作、田中哲弥、我孫子武丸、浅暮三文、牧野修、飯野文彦、森奈津子）で参加した。作家チームが、舞台で雑談をする場合には、「田中啓文とザ・ノベラーズ」と名乗っている。

## 作品リスト

### 単著
- 背徳のレクイエム 凶の剣士グラート（1993年9月 集英社スーパーファンタジー文庫）
- 青い触手の神 凶の剣士グラート（1993年12月 集英社スーパーファンタジー文庫）
- SHADOWS in the SHADOW 十兵衛錆刃剣（1995年2月 集英社スーパーファンタジー文庫）
- DANCING in the SHADOW 十兵衛錆刃剣（1995年7月 集英社スーパーファンタジー文庫）
- FIRE in the SHADOW 十兵衛錆刃剣（1995年10月 集英社スーパーファンタジー文庫）
- 神の子はみな踊る 神の子ジェノス（1996年12月 集英社スーパーファンタジー文庫）
- 神の子は来りて歌う 神の子ジェノス（1997年2月 集英社スーパーファンタジー文庫）
- 緊縛の救世主 蒼き鎖のジェラ（1997年12月 集英社スーパーファンタジー文庫）
- 蒼白の城XXX（1998年12月 集英社スーパーファンタジー文庫）
- 水霊 ミズチ（1998年12月 角川ホラー文庫）
- 慟哭の城XXX（1999年3月 集英社スーパーファンタジー文庫）
- 異形家の食卓（2000年10月 集英社 / 2003年2月 集英社文庫）
- 銀河帝国の弘法も筆の誤り（2001年2月 ハヤカワ文庫JA）
- 禍記 マガツフミ（2001年4月 徳間書店 / 2008年9月 角川ホラー文庫）
- ネコノメノヨウニ…（2001年7月 集英社スーパーファンタジー文庫）
- 鬼の探偵小説（2001年8月 講談社ノベルス）
- 星の国のアリス（2001年10月 祥伝社文庫）
- ベルゼブブ（2001年11月 トクマ・ノベルズ）
  - 【改題】蝿の王（2008年1月 角川ホラー文庫）
- UMAハンター馬子1 湖の秘密（2002年1月 学研M文庫）
- 蓬莱洞の研究 私立伝奇学園高等学校民俗学研究会（2002年10月 講談社ノベルス / 2008年11月 講談社文庫）
- UMAハンター馬子 闇に光る目（2003年7月 ウルフ・ノベルス）
- 忘却の船に流れは光（2003年7月 早川書房 / 2007年5月 ハヤカワ文庫JA）
- 陰陽師九郎判官（2003年11月 コバルト文庫）
- 邪馬台洞の研究 私立伝奇学園高等学校民俗学研究会（2003年11月 講談社ノベル / 2009年3月 講談社文庫）
- 蹴りたい田中（2004年6月 ハヤカワ文庫JA）
- 笑酔亭梅寿謎解噺（2004年12月 集英社）
  - 【改題】ハナシがちがう! 笑酔亭梅寿謎解噺（2006年8月 集英社文庫）
- UMAハンター馬子 完全版1（2005年1月 ハヤカワ文庫JA）
- UMAハンター馬子 完全版2（2005年2月 ハヤカワ文庫JA）
- 天岩屋戸の研究 私立伝奇学園高等学校民俗学研究会（2005年2月 講談社ノベル / 2009年7月 講談社文庫）
- 落下する緑 永見緋太郎の事件簿（2005年11月 創元クライム・クラブ / 2008年7月 創元推理文庫）
- ハナシにならん! 笑酔亭梅寿謎解噺2（2006年8月 集英社 / 2008年5月 集英社文庫）
- ハナシがはずむ! 笑酔亭梅寿謎解噺3（2008年5月 集英社 / 2010年2月 集英社文庫）
- 辛い飴 永見緋太郎の事件簿（2008年8月 創元クライム・クラブ / 2010年11月 創元推理文庫）
- チュウは忠臣蔵のチュウ（2008年9月 文藝春秋 / 2011年4月 文春文庫）
- あんだら先生とジャンジャラ探偵団（2009年11月 理論社）
- 元禄百妖箱（2009年12月 講談社）
- ハナシがうごく! 笑酔亭梅寿謎解噺4（2010年2月 集英社 / 2011年10月 集英社文庫）
- ミミズからの伝言（2010年9月 角川ホラー文庫）
- 獅子真鍮の虫 永見緋太郎の事件簿（2011年3月 創元クライム・クラブ / 2014年3月 創元推理文庫）
- 罪火大戦ジャン・ゴーレ1（2011年4月 早川書房）
- ハナシはつきぬ! 笑酔亭梅寿謎解噺5（2011年10月 集英社 / 2013年12月 集英社文庫）
- こなもん屋馬子（2011年10月 実業之日本社）
  - 【改題】こなもん屋うま子（2013年8月 実業之日本社文庫）
- 茶坊主漫遊記（2012年2月 集英社文庫）
- 猿猴（2012年5月 講談社文庫）
- ウィンディ・ガール サキソフォンに棲む狐1（2012年9月 光文社）/　2014年11月 光文社文庫
- 鍋奉行犯科帳（2012年12月 集英社文庫）
  - 道頓堀の大ダコ 鍋奉行犯科帳（2013年8月 集英社文庫）
  - 浪花の太公望 鍋奉行犯科帳（2014年5月 集英社文庫）
  - 京へ上った鍋奉行 (2014年12月、集英社文庫)
  - お奉行様の土俵入り (2015年5月 集英社文庫)
  - お奉行様のフカ退治 (2015年12月 集英社文庫)
- シャーロック・ホームズたちの冒険（2013年5月 東京創元社 / 2016年10月 創元推理文庫）
- オニマル 異界犯罪捜査班 鬼と呼ばれた男（2013年11月 角川ホラー文庫）
- オニマル 異界犯罪捜査班 結界の密室（2014年2月 角川ホラー文庫）
- オニマル 異界犯罪捜査班 鬼刑事VS殺人鬼（2014年6月 角川ホラー文庫）
  - オニマル 異界犯罪捜査班【全３冊 合本版】 (2016年8月　角川ホラー文庫)
- ストーミー・ガール サキソフォンに棲む狐2（2014年8月 光文社）/ 2017年2月　光文社文庫
- こなもん屋うま子 大阪グルメ総選挙（2014年10月 実業之日本社文庫）
- イルカは笑う (2015年9月 河出文庫)
- 大魔神伝奇 (クトゥルー・ミュトス・ファイルズ) （2015年9月 創土社）
- アケルダマ (2015年10月　新潮文庫)
- あんだら先生と浪花少女探偵団 (2015年11月 ポプラ文庫)
- 猫と忍者と太閤さん (2016年5月 集英社文庫)
- 地獄八景 (2016年9月　河出文庫)
- 落語少年サダキチ (2016年9月 福音館創作童話シリーズ)
- 漫才刑事 (2016年11月、実業之日本社文庫)
- 超・少年探偵団NEO 大宮一仁脚本 田中啓文著（2017年1月、ポプラ社）
- 浮世奉行と三悪人（2017年5月 集英社文庫）[6]
  - 俳諧でぼろ儲け 浮世奉行と三悪人（2017年12月 集英社文庫）[7]
  - 鴻池の猫合わせ 浮世奉行と三悪人（2018年5月 集英社文庫）[8]
  - えびかに合戦 浮世奉行と三悪人（2018年12月 集英社文庫）[9]
  - ジョン万次郎の失くしもの 浮世奉行と三悪人（2019年6月 集英社文庫）[10]
  - 大塩平八郎の逆襲（2019年12月 集英社文庫）[11]
- シャーロック・ホームズたちの新冒険（2018年2月 東京創元社 / 2021年11月 創元推理文庫）
- 力士探偵シャーロック山（2018年10月 実業之日本社文庫）
- 貧乏神あんど福の神（2019年9月 徳間文庫）[12]
  - 貧乏神あんど福の神 なぞなぞが謎を呼ぶ（2019年1月 徳間文庫）[13]
  - 貧乏神あんど福の神 怪談・すっぽん駕籠（2022年6月 徳間文庫）[14]
  - 貧乏神あんど福の神 秀吉が来た！（2023年6月 徳間文庫）[15]
- 文豪宮本武蔵（2020年6月 実業之日本社文庫）[16]
- 臆病同心もののけ退治（2020年8月 ポプラ文庫）[17]
- 元禄八犬伝1 さもしい浪人が行く（2020年9月 集英社文庫）[18]
  - 元禄八犬伝2 天下の豪商と天下のワル（2021年3月 集英社文庫）[19]
  - 元禄八犬伝3 歯噛みする門左衛門（2021年8月 集英社文庫）[20]
  - 元禄八犬伝4 天から落ちてきた相撲取り（2021年12月 集英社文庫）[21]
  - 元禄八犬伝5 討ち入り奇想天外（2022年5月 集英社文庫）[22]
- 信長島の惨劇（2020年12月 ハヤカワ文庫JA）[23]
- 件 もの言う牛（2020年12月 講談社文庫）[24]
- 崖っぷち長屋の守り神（2022年3月 角川文庫）[25]
- 十手笛おみく捕物帳（2023年2月 集英社文庫）[26]
  - 十手笛おみく捕物帳2 医は仁術というものの（2023年12月 集英社文庫）[27]
  - 十手笛おみく捕物帳3 篠笛五人娘（2024年11月 集英社文庫）[28]
- 誰が千姫を殺したか 蛇身探偵豊臣秀頼（2023年5月 講談社文庫）[29]
- 若旦那は名探偵 七不思議なのに八つある（2024年6月 実業之日本社文庫）[30]
- 警視庁地下割烹（2024年9月 角川文庫）[31]

### 共著
- 三人のゴーストハンター 国枝特殊警備ファイル（2001年5月 集英社 / 2002年9月 チュンソフト / 2003年9月 集英社文庫）
  - 共著：我孫子武丸、牧野修
- ハナシをノベル！！花見の巻 （2007年11月、講談社）
  - 共著：月亭八天、我孫子武丸、牧野修、北野勇作、浅暮三文、飯野文彦、森奈津子、田中哲弥
- 郭公の盤（2010年11月 早川書房）
  - 共著：牧野修

### アンソロジー
「」内が田中啓文の作品

#### 異形コレクション
- 4 悪魔の発明（1998年5月 廣済堂文庫）「俊一と俊二」
- 9 グランドホテル（1998年3月 廣済堂文庫）「新鮮なニグ・ジュギペ・グァのソテー。キウイソース掛け」
- 11 トロピカル（1998年7月 廣済堂文庫）「オヤジノウミ」
- 12 GOD（ゴッド）（1998年9月 廣済堂文庫）「怪獣ジウス」
- 14 世紀末サーカス（2000年1月 廣済堂文庫）「にこやかな男」
- 15 宇宙生物ゾーン（2000年3月 廣済堂文庫）「三人」
- 20 玩具館（2001年9月 光文社文庫）「救い主」
- 21 マスカレード（2002年1月 光文社文庫）「牡蠣喰う客」
- 39 ひとにぎりの異形（2007年12月 光文社文庫）「あるいはマンボウでいっぱいの海」
- 44 喜劇綺劇（2009年12月 光文社文庫）「地獄の新喜劇」

#### ザ・ベストミステリーズ 推理小説年鑑
- ザ・ベストミステリーズ 2004 推理小説年鑑（2004年7月 講談社）「時うどん」
  - 【分冊・改題】孤独な交響曲 ミステリー傑作選（2007年4月 講談社文庫）
- ザ・ベストミステリーズ 2005 推理小説年鑑（2005年7月 講談社）「子は鎹」
  - 【分冊・改題】仕掛けられた罪 ミステリー傑作選（2008年4月 講談社文庫）
- ザ・ベストミステリーズ 2006 推理小説年鑑（2006年7月 講談社）「挑発する赤」
  - 【分冊・改題】セブンミステリーズ ミステリー傑作選（2009年4月 講談社文庫）
- ザ・ベストミステリーズ 2008 推理小説年鑑（2008年7月 講談社）「辛い飴」
  - 【分冊・改題】Doubt きりのない疑惑 ミステリー傑作選（2011年11月 講談社文庫）
- ザ・ベストミステリーズ 2009 推理小説年鑑（2009年7月 講談社）「渋い夢」
  - 【分冊・改題】Spiral めくるめく謎 ミステリー傑作選（2012年11月 講談社文庫）

#### その他
- 本格推理2 奇想の冒険者たち（1993年10月 光文社文庫）「落下する緑」
- おぞけ（1999年12月 ノン・ポシェット）「塵泉の王」
- リモコン変化 SFバカ本（2000年1月 廣済堂文庫）「怨臭の彼方に」
- 血の12幻想（2000年5月 エニックス / 2002年4月 講談社文庫）「血の汗流せ」
- 蚊 コレクション（2002年1月 電撃文庫）「赤い家」 - ゲーム「蚊」のノベライズ
- かまいたちの夜2オリジナルノベルズ 三日月島奇譚（2002年7月 チュンソフト）「香山さん探偵帳」
- 秘神界 歴史編（2002年9月 創元推理文庫）「邪宗門伝来秘史（序）」
- モンスターズ1970（2004年6月 C★NOVELS）「糞臭の村」
- 平成都市伝説（2004年10月 C★NOVELS）「見るなの本」
- ゴースト・ハンターズ（2004年11月 C★NOVELS）「『スマトラの大ネズミ』事件」
- 黄昏ホテル（2004年11月 小学館）「ふたつのホテル」
- 本格ミステリ06（2006年6月 講談社ノベルス）「砕けちる褐色」
  - 【改題】珍しい物語のつくり方（2010年1月 講談社文庫）
- 密室と奇蹟 J・D・カー生誕百周年記念アンソロジー（2006年11月 東京創元社）「忠臣蔵の密室」
- 本格ミステリ07（2007年5月 講談社ノベルス）「忠臣蔵の密室」
  - 【改題】法廷ジャックの心理学（2011年1月 講談社文庫）
- ハナシをノベル!! 花見の巻（2007年11月 講談社）「真説・七度狐」「時たまご」 - 新作落語
- NOVA 1 書き下ろし日本SFコレクション（2009年12月 河出文庫）「ガラスの地球を救え!」
- 逆想コンチェルト 奏の1（2010年6月 徳間書店）「悟りの化け物」
- 怪談実話 FKB 饗宴3（2012年5月 竹書房ホラー文庫）「怪（雑）談」
- 鉄人28号 THE NOVELS（2012年11月 小学館）「夢のなかの巨人」
- NOVA 9 書き下ろし日本SFコレクション（2013年1月 河出文庫）「本能寺の大変」
- 日本SF短篇50 IV 1993-2002（2013年8月 ハヤカワ文庫JA）「嘔吐した宇宙飛行士」
- SF宝石（2013年8月 光文社）「集団自殺と百二十億頭のイノシシ」
- クトゥルーを喚ぶ声（2014年2月 創土社）「夢の帝国にて」
- 私がデビューしたころ（2014年6月 東京創元社） - エッセイアンソロジー
- 宝石ザミステリー2014冬（2014年12月 光文社）「天国惑星パライゾ」
- 多々良島ふたたび ウルトラ怪獣アンソロジー 01（2015年7月 早川書房）「怪獣ルクスビグラの足形を取った男」
- 人工知能の見る夢は AIショートショート集（2017年5月 文春文庫）「みんな俺であれ」
- 推理の時間です（2024年1月 講談社）「ペリーの墓」

### 新書
- 聴いたら危険! ジャズ入門（2012年2月 アスキー新書）

### ゲームシナリオ
- かまいたちの夜2 監獄島のわらべ唄（2002年）

## 映像化作品

### 映画
- 水霊 ミズチ（2006年5月27日公開、配給：トルネード・フィルム、監督：山本清史、主演：井川遥）

### インタビュー
- 立命館大学推理小説研究会 牧野修×田中啓文講演会 - ウェイバックマシン（2004年3月9日アーカイブ分）
- Anima Solaris 著者インタビュー 『忘却の船に流れは光』,『銀河帝国の弘法も筆の誤り』